# Cuarteto de cuerda n.º 16 (Beethoven)
El Cuarteto de cuerda n.º 16 en fa mayor, op. 135 (La difícil decisión; en alemán, Der schwer gefaßte Entschluß), de Beethoven, es el último de su ciclo de 16 cuartetos de cuerda. Fue escrito en 1826 y estrenado en marzo de 1828. Ese fue el último trabajo importante del compositor.
El cuarteto le debe su nombre al título del último movimiento. Este comienza con unos acordes introductorios lentos y sombríos, que llevan la anotación "Muß es sein?" (¿Debe ser?), a los que se les responde con el más veloz y alegre tema principal "Es muß sein!" (¡Debe ser!)" .
Dura aproximadamente 30 minutos.

## Gestación
Beethoven comenzó a esbozar el cuarteto en julio de 1826. Este trabajo fue eclipsado por el intento de suicidio de su sobrino Karl el 30 de julio de 1826. El 28 de septiembre de 1826, Beethoven visitó a su hermano Johann en su finca, Schloss Wasserhof en Gneixendorf, donde completó el cuarteto. La decisión de Beethoven de cumplir con el deseo de su sobrino y permitirle unirse al ejército ayudó a Beethoven a concentrarse más en completar el cuarteto. El trabajo en el cuarteto se terminó el 13 de octubre. El 30 de octubre, Beethoven envió una copia del cuarteto, que había hecho a mano debido a la falta de un copista, a su editor Maurice Schlesinger en París. Esta ya contenía los primeros cambios.
Beethoven hizo más cambios en el autógrafo. Sin embargo, debido a la enfermedad de Beethoven, de la cual el compositor finalmente murió, estos ya no pudieron implementarse en la primera versión impresa. El cuarteto está dedicado al rico comerciante vienés de telas Johann Nepomuk Wolfmayer, un admirador de Beethoven durante décadas. Wolfmayer había apoyado a Beethoven varias veces y, según Anton Felix Schindler, secretario de Beethoven y uno de sus biógrafos posteriores, era "uno de los mecenas más callados pero más beneficiosos de nuestro maestro". Después de completar el cuarteto, Beethoven se había tomado un mes para recomponer la final de su Cuarteto de cuerda No. 13 en si bemol mayor, op. 130. También tenía planes para un quinteto (comisionado por el editor Anton Diabelli) y una décima sinfonía; sin embargo, ninguno de ellos llegó más allá de una etapa de esbozos.

## Movimientos
Consta de cuatro movimientos:
- Allegretto
- Vivace
- Lento assai, cantante e tranquillo
- Der schwer gefaßte Entschluß (La difícil decisión): Grave — Allegro — Grave ma non troppo tratto - Allegro

## Discografía seleccionada
- Cuarteto Busch, 1942 (Sony)
- Cuarteto Fine Arts, 1965 (Concert-Disc)
- Cuarteto Italiano, 1974 (Philips)
- Cuarteto Végh, 1974 (Auvidis-Valois)
- Cuarteto Alban Berg, 1979 (EMI)
- Cuarteto Talich, 1980 (Calliope)
- Cuarteto Lindsay, 1983 (ASV)
- Cuarteto Takács, 2002 (Decca)
- Cuarteto Pražák, 2005 (Praga)
- Cuarteto de cuerda de Tokio, 2009 (Harmonia Mundi)
- Cuarteto Hagen, 2013 (Myrios Classics)
- Cuarteto Belcea, 2014

## Repercusión
Maurice Schlesinger publicó el cuarteto en París en agosto de 1827, unos meses después de la muerte de Beethoven; en septiembre se publica en Berlín por Adolf Martin Schlesinger. El estreno tuvo lugar el 23 de marzo de 1828 en un concierto de memoria en honor a Beethoven, probablemente bajo la dirección de Joseph Linke, el violonchelista del Cuarteto Schuppanzigh.
Al año siguiente, Adolf Bernhard Marx escribió en el periódico Allgemeine Musikalische Zeitung:
- “Los nuevos cuartetos de Beethoven, y especialmente el mencionado aquí, son ahora los más importantes, pero al mismo tiempo la tarea más difícil para todos los buenos cuartetos. Los gemidos y los gruñidos de los pocos que Beethoven ni siquiera quiere entender desaparecen cada vez más bajo la emoción de la admiración general, y es interesante escuchar cómo incluso la audiencia parisina recurre al poeta sonoro alemán más profundo con admiración y por supuesto, con mucho más énfasis y expresando su interés que el alemán más autónomo ".- Adolf Bernhard Marx. 1829

En la historia de la recepción, muchos críticos calificaron al cuarteto como retrospectivo y criticaron la falta de complejidad. Paul Bekker escribió en 1911: "Hay una falta de fuertes tensiones mentales, hay una falta de emoción, problemas y preguntas profundas y conmovedoras".
Wulf Konold llamó al fenómeno "un claro retiro de la búsqueda de afirmación" y pensó que reconocía "un homenaje casi clásico a los dos modelos Haydn y Mozart".
Joseph Kerman argumentó en una dirección similar cuando escribió en 1967: "[...] el primer movimiento de este cuarteto es su evocación más exitosa del estilo de Haydn y Mozart". También respecto al primer movimiento, Hans Mersmann escribió que "no hay más problemas que resolver". La alegría, la pura musicalidad se abre paso [...]. El tema es el juego resuelto. Señala una fase creativa anterior de Beethoven: a la atmósfera de improvisación y música social, a la actitud del "Cuarteto de felicitación" del Opus 18 ".
El escritor checo Milan Kundera estudia e ilustra el último movimiento “Es muß sein! En su novela La insoportable levedad del ser. Lo convierte en el símbolo de la necesidad, pero también de lo que pesa, lo que tiene valor, en oposición a la ligereza, que es frívola. En esto, podemos decir que da una nueva orientación a la obra de Beethoven, que tuvo, desde el principio, una dimensión metafísica, vinculada a su relación con el destino.

Partes del autógrafo aún se conservan; están en la Casa de Beethoven en Bonn (primer movimiento), en el Musée de Mariemont (tercer movimiento) y en la Biblioteca Estatal de Berlín (cuarto movimiento).
- Datos: Q194924